# Rita Mitsouko (album)
Pour le groupe, voir Les Rita Mitsouko.
Albums de Rita Mitsouko
The No Comprendo
(1986)
Rita Mitsouko est le premier album des Rita Mitsouko sorti au printemps 1984. Il contient leur morceau le plus célèbre Marcia Baïla.

## Réception
Selon l'édition française du magazine Rolling Stone, cet album est le 20e meilleur album de rock français.

## Liste des titres
| 1. | Restez avec moi         |  |
| 2. | Jalousie                |  |
| 3. | Le Futur n° 4           |  |
| 4. | La Fille venue du froid |  |

| 1. | Yaktagan     |  |
| 2. | In My Tea    |  |
| 3. | Marcia Baïla |  |
| 4. | Oum Khalsoum |  |
| 5. | Amnésie      |  |

| 1.  | Restez avec moi              |  |
| 2.  | Jalousie                     |  |
| 3.  | Le Futur n° 4                |  |
| 4.  | La Fille venue du froid      |  |
| 5.  | Yaktagan                     |  |
| 6.  | In My Tea                    |  |
| 7.  | Marcia Baïla                 |  |
| 8.  | Oum Khalsoum                 |  |
| 9.  | Amnésie                      |  |
| 10. | Don't Forget the Nite        |  |
| 11. | Galoping                     |  |
| 12. | Dans la steppe               |  |
| 13. | Minuit dansant               |  |
| 14. | Aïe (kriptonite miss Spleïn) |  |

L'album original, sorti en vinyle 33 tours en 1984, ne comprenait que les plages 1 à 9. Les titres 10 à 14, qui ont été ajoutés lors de la réédition de l'album en CD, sont des autoproductions précédemment publiés en maxi ou en 45 tours en 1982. Grâce à cette intégration sur le CD la quasi-totalité des titres enregistrés par Rita Mitsouko sont disponibles (à l'exception de la première version de Restez avec moi, parue en 45 tours).
Tous les titres sont signés de Fred Chichin et Catherine Ringer, sauf Le Futur n° 4, dont la musique a été co-composée avec Jean Néplin, ami proche qui cosignera un titre sur chaque album du groupe.

## Musiciens
- Catherine Ringer : Chant, Claviers ; Piano, Elka Rhapsody, Orgue, Synthétiseurs ; Oberheim, Vcs3, Arp, Guitare, Guitare acoustique, Basse Höfner, Drum Machine, Batterie.
- Fred Chichin : Guitares 6 et 12 cordes, Basse Höfner, Synthétiseurs ; Oberheim, Vcs3, Emulator, Batterie, Tambourin, Cloches.
- https://www.discogs.com/fr/release/459278-Rita-Mitsouko-Rita-Mitsouko

## Singles
- 1982 – 45 tours – Face A : Minuit dansant – Face B : Galoping
- 1982 – Maxi-45 tours – Face A : Minuit dansant + Don't Forget the Nite – Face B : Galoping
- 1982 – 45 tours – Face A : Don't Forget the Nite – Face B : Aïe (Kriptonite Miss Spleïn)
- 1984 – 45 tours – Face A : Restez avec moi – Face B : Dans la steppe
- 1985 – 45 tours – Face A : Marcia baila – Face B : Jalousie – No 2 en France
- 1985 – Maxi-45 tours – Face A : Marcia baila – Face B : Jalousie + remix instrumental de Marcia baila